# Mario Martelli
Mario Martelli (Siena, 1º agosto 1925 – Siena, 14 luglio 2007) è stato un filologo e critico letterario italiano.

## Biografia
Ha insegnato Letteratura italiana presso l'Università degli Studi di Firenze, dove si era laureato con Attilio Momigliano, ed è famoso come studioso di Niccolò Machiavelli. Al segretario fiorentino, infatti, ha dedicato nel corso della sua vita numerosissimi saggi apparsi soprattutto nella rivista Interpres, da lui fondata e diretta, e culminati nell'edizione nazionale del Principe uscita a Roma, presso la Salerno editrice, nel 2007.
A differenza di tutta una tradizione critica secondo cui la stesura de Il principe era conclusa nel 1513 o si era protratta fino al 1514, Martelli mostrò come fosse un work in progress irto di aporie, anomalie logico e stilistico-grammaticali, essendo stato scritto in tutta fretta nel 1517-18.
Si è inoltre a lungo occupato di Montale, pubblicando una monografia per la casa editrice Le Monnier e gli studi Le glosse dello scoliasta e Il rovescio della poesia.
L'ultimo libro da lui pubblicato è stato Zapping di varia letteratura, una sorta di zibaldone in cui lo studioso spazia, in numerose schede redatte in vent'anni di studi letterari, dalla letteratura italiana a quella francese, alla latina, alla tedesca, alla greca.

## Pubblicazioni

### Volumi
- L'opera di Roberto Ridolfi, Firenze, Olschki, 1962.
- Studi laurenziani, Firenze, Olschki, 1965.
- L'altro Niccolò di Bernardo Machiavelli, Firenze, Sansoni, 1975.
- Il rovescio della poesia. Interpretazioni montaliane, Milano, Longanesi, 1977.
- Una giarda fiorentina. Il ‘Dialogo della lingua’ attribuito a Niccolò Machiavelli, Roma, Salerno editrice, 1978.
- Eugenio Montale. Introduzione e guida allo studio dell'opera montaliana, Firenze, Le Monnier, 1982.
- Ugo Foscolo. Introduzione e guida allo studio dell'opera foscoliana. Storia e antologia della critica, Firenze, Le Monnier, 1983.
- Guida alla filologia italiana, Firenze, Sansoni, 1984 (in collaborazione con Rossella Bessi).
- Le glosse dello scoliasta. Pretesti montaliani, Firenze, Vallecchi, 1991.
- La metrica italiana. Teoria e storia, Firenze, Le Lettere, 1993 (in collaborazione con Francesco Bausi).
- Angelo Poliziano. Storia e metastoria, Lecce, Conte, 1995.
- Letteratura fiorentina del Quattrocento. Il filtro degli anni Sessanta, Firenze, Le Lettere, 1996.
- Machiavelli e gli storici antichi, Roma, Salerno Editrice, 1998.
- Saggio sul “Principe”, Roma, Salerno Editrice, 1999.
- Zapping di varia letteratura. Verifica filologica. Definizione critica. Teoria estetica, Prato, Gli Ori, 2007.
- Tra filologia e storia. Otto studi machiavelliani, a cura di Francesco Bausi, Roma, Salerno, 2009.
- Ragione e talento. Studi su Dante e Petrarca, a cura di A. Ciadamidaro, prefazione di Vincenzo Fera, Cosenza, Falco, 2009.
- Pascoli 1903-1904: tra rima e sciolto, Firenze, Società Editrice Fiorentina, 2010.

### Edizioni critiche e curatele
- Lorenzo De' Medici, Opera, con saggio introduttivo di M.M., Torino, Paula, 1965.
- Lorenzo De' Medici, Simposio, edizione critica a cura di M.M., Firenze, Olschki, 1966.
- Girolamo Savonarola, Poesie, edizione critica a cura di M.M., Roma, Angelo Belardetti Editore, 1968.
- Niccolò Machiavelli, Tutte le opere, a cura di M.M., Firenze, Sansoni, 1971.
- Alessandro Manzoni, Tutte le opere, a cura di M.M., Firenze, Sansoni, 1973.
- Francesco Petrarca, Opere, a cura di M.M., Firenze, Sansoni, 1975.
- Angelo Poliziano, Stanze, a cura di M.M., Alpignano, Tallone, 1979.
- Lorenzo Stecchetti (Olindo Guerrini), Postuma, a cura di C. Mariotti e M.M., Roma, Salerno Editrice, 2001.
- Roberto Ridolfi, Poesia in prosa. Scritti letterari di una vita, a cura di M.M., 2 voll., Firenze, Le Lettere, 2002.
- La versione albertiana della ‘Dissuasio Valerii’. Testo e commento, in «Interpres», XXII (VII della II serie), 2003, pp. 184–222.
- Leonis Baptistae Alberti, De amore – Sophrona, edizione critica e commentata a cura di M.M., Traduction française par Serge Stolf, in «Albertiana» VII (2004), pp. 147–235.
- Niccolò Machiavelli, Il Principe, a cura di M.M., corredo filologico a cura di N. Marcelli (Ediz. Nazionale delle Opere, 1/1), Roma, Salerno Editrice, 2006.
- Leon Battista Alberti, Deifira, edizione critica, introduzione e commento a c. di M.M. (in corso di stampa, Parigi, Les Belles Lettres).
- Leon Battista Alberti, Momus, a cura di Francesco Furlan, edizione critica di Francesco Furlan e Paolo D'Alessandro, traduzione italiana di Mario Martelli, Milano, Mondadori, 2007.
- Leon Battista Alberti, (Pseudo) Amatoria e altri scritti / (Pseudo) Amatoria et autres écrits: Ecatonfilea, Deifira, Sofrona, Risposta ad uno singulare amico, De Amore. Appendices : Epistola consolatoria, Sentenze pitagoriche, Ecatonfile, edizione critica, introduzione e commento a c. di M.M. (in corso di stampa, Parigi, Les Belles Lettres).